# Dębie-Leśniczówka
Dębie-Leśniczówka – osada leśna w Polsce położona w województwie śląskim, w powiecie kłobuckim, w gminie Popów.
W latach 1975–1998 miejscowość administracyjnie należała do województwa częstochowskiego.